# Сулоподібні
Сулоподібні (Suliformes) — ряд водних птахів. Включає 61 вид, 7 родів і 4 родини.

## Систематика
Чотири родини сулоподібних — фрегатових, сулових, бакланових та змієшийкових, традиційно відносили до ряду пеліканоподібних (Pelecaniformes). Молекулярне та філогенетичне дослідження 2008 року показало, що ця група птахів відділилася від спільного предка з пеліканоподібними досить давно, десь у пізній крейді, хоча найдавніші викопні рештки сулоподібних виявлені з ранньоеоценових відкладень. Тому їх вирішено виокремити у власний ряд. У 2010 році валідність ряду підтвердило Американське орнітологічне товариство, а в 2011 році таксон затверджений Міжнародним орнітологічним конгресом.

## Опис
Це навколоводні рибоїдні птахи. У змієшийкових та фрегатів ніздрі маленькі, що забезпечують захист органів дихання від води при пірнанні. У бакланів і сулових ніздрі повністю закриті і вони дихають виключно через дзьоб. Оперення водонепроникне, лише у бакланів та змієшийок частково водонепроникне. Всі чотири пальці з'єднані єдиною плавальною перетинкою. Крила широкі.
Під час гніздування утворюють великі колонії на скелястих берегах малозаселених островів. Більшість видів будують компактні гнізда, в будівництві беруть участь обидві статі. Потомство після вилуплення безпорадне і вигодовується обома батьками.

## Родини
- Змієшийкові (Anhingidae)
- Фрегатові (Fregatidae)
- Бакланові (Phalacrocoracidae)
- Сулові (Sulidae)